# Гафаров, Эдип Саидович
Эди́п Саи́дович Гафа́ров (крымскотат. Edip Said oğlu Gafarov, Эдип Саид огълу Гафаров; род. 9 мая 1952, Акташ, Самаркандская область) — украинский и российский политик. Заместитель Председателя Государственного совета Республики Крым с 30 июля 2018 года.
Депутат Государственного совета Республики Крым с 2014 года.
Заместитель председателя Совета министров Автономной Республики Крым (2002—2005). Депутат Верховной рады Автономной Республики Крым (2002—2006), депутат Верховного Совета Автономной Республики Крым шестого созыва (2010—2014).

## Биография
Родился 9 мая 1952 года в посёлке Акташ Нарпайского района Самаркандской области Узбекской ССР. Крымский татарин.
В 1970—1972 годах служил в Группе советских войск в Германии.
C 1974 года работал в Самаркандском областном управлении БТИ.
В 1982 году окончил Самаркандский государственный архитектурно-строительный институт.
В 1991—1999 годах работал в строительной отрасли в Крыму — директором комбината строительных материалов, управляющим строительным трестом.
С 1999 года — заместитель председателя республиканского комитета Автономной Республики Крым по делам национальностей и депортированных граждан, в 2000—2002 годах — председатель комитета.
В 2002—2005 годах — заместитель председателя Совета министров Автономной Республики Крым.
На выборах в Крыму возглавлял «Крымскотатарский блок», оппозиционный «Меджлису крымскотатарского народа» Мустафы Джемилева. В 2006 году заявил, что «меджлис пытается присвоить себе всю полноту власти среди крымских татар и все заслуги в национальном движении», в 2007 году сказал, что «мнение меджлиса — это ещё не мнение всего крымскотатарского народа».
В 2008—2014 годах — первый заместитель председателя республиканского комитета Автономной Республики Крым по водохозяйственному строительству и орошаемому земледелию.
Депутат Верховной рады Автономной Республики Крым (2002—2006), депутат Верховного Совета Автономной Республики Крым шестого созыва (2010—2014).
С 14 сентября 2014 года — депутат Государственного совета Республики Крым первого созыва (выбранного по законам России), председатель комитета по межнациональным отношениям.
Украинской прокуратурой АРК подозревается в государственной измене, в связи с чем объявлен в розыск.
30 июля 2018 года избран заместителем Председателя Государственного совета Республики Крым.

## Награды
- Почётная грамота Кабинета министров Украины (22 мая 2004) — за многолетний добросовестный труд, весомый личный вклад в укрепление межнациональных отношений в Крыму и осуществление мероприятий, связанных с возвращением и обустройством депортированных граждан[4].
- Орден «За верность долгу» (13 марта 2015) — за особые заслуги при выполнении служебного и гражданского долга, безупречное исполнение служебных обязанностей, мужество, самоотверженность и инициативу, проявленные в период организации и проведения общекрымского референдума[5]
- Медаль «За доблестный труд» (19 апреля 2022)[6]